# Dead Man (film)
Dead Man è un film del 1995 scritto e diretto da Jim Jarmusch e interpretato da Johnny Depp.
È stato presentato in concorso al 48º Festival di Cannes.

## Trama
Fine Ottocento. William Blake (Johnny Depp), un contabile di Cleveland, Ohio, va in treno fino a Machine in Arizona, la città di frontiera della compagnia, per accettare il promesso lavoro di contabile nelle acciaierie della città. Durante il viaggio, il fuochista del treno (Crispin Glover) mette in guardia Blake dall'impresa. Arrivato in città, Blake nota l'ostilità dei cittadini nei suoi confronti. Poi scopre che la posizione è già stata occupata e John Dickinson (Robert Mitchum), il feroce proprietario dell'azienda, spinge Blake fuori dal posto di lavoro sotto la minaccia di un fucile.
Senza lavoro e senza soldi né prospettive, Blake incontra Thel Russell (Mili Avital), un'ex prostituta che vende fiori di carta. Si lascia portare a casa da lei. L'ex fidanzato di Thel, Charlie (Gabriel Byrne), li sorprende a letto, spara a Blake e uccide accidentalmente Thel quando protegge Blake con il suo corpo. Il proiettile attraversa Thel e ferisce Blake, che uccide Charlie con la pistola di Thel prima di arrampicarsi stordito fuori dalla finestra e fuggire dalla città sul cavallo di Charlie. Il proprietario dell'azienda Dickinson è il padre di Charlie e assume tre leggendari assassini di frontiera - Cole Wilson, Conway Twill e Johnny "The Kid" Pickett - per riportare Blake "vivo o morto".
Blake si sveglia e trova un grosso nativo americano (Gary Farmer) che cerca di rimuovere il proiettile dal petto. L'uomo, che si fa chiamare Nessuno, rivela che il proiettile è troppo vicino al cuore di Blake per essere rimosso, rendendo Blake effettivamente un morto che cammina. Quando scopre il nome completo di Blake, Nessuno decide che Blake è una reincarnazione di William Blake, un poeta che lui idolatra, ma che Blake non conosce. Decide di prendersi cura di Blake e di usare i metodi dei nativi per aiutarlo a morire.
Blake viene a sapere del passato di Nessuno, segnato dal pregiudizio sia dei nativi americani che dei bianchi: la madre e il padre di Nessuno provenivano da due tribù opposte, Piikáni (Piedenero) e Apsáalooke (Corvo). Da bambino, i soldati inglesi lo rapirono e lo portarono in Europa come selvaggio modello. Fu istruito brevemente prima di tornare a casa, dove le sue storie dell'uomo bianco e della sua cultura furono derise dai compagni nativi americani. Lo soprannominano così Xebeche: "Colui che parla ad alta voce, senza dire nulla". Nessuno decide di scortare Blake nell'Oceano Pacifico per riportarlo al suo posto nel mondo degli spiriti.
Blake e Nessuno viaggiano verso ovest, lasciando una scia di morti e imbattendosi in cartelli che offrono taglie sempre più alte per la morte o la cattura di Blake. Nessuno lascia Blake da solo quando decide che Blake deve sottoporsi a una ricerca della visione. Durante la sua ricerca, Blake uccide due marescialli degli Stati Uniti, ha visioni di spiriti della natura e si addolora per i resti di un cerbiatto morto che i suoi inseguitori uccidono accidentalmente. Si dipinge la faccia con il sangue del cerbiatto e si unisce a Nessuno. Nel frattempo, il membro più feroce del gruppo di cacciatori di taglie, Cole Wilson, ha ucciso i suoi compagni (mangiandone uno) e ha continuato la sua caccia da solo.
In una stazione commerciale, un missionario bigotto (Alfred Molina) identifica Blake e tenta di ucciderlo, ma invece muore per mano di Blake. Poco dopo, Blake viene colpito di nuovo e le sue condizioni peggiorano rapidamente. Nessuno si affretta a portarlo via fiume in un villaggio dei Makah e convince la tribù a dargli una canoa per la sepoltura della nave di Blake. Delirante, Blake arranca attraverso il villaggio, dove la gente ha pietà di lui, prima che crolli per le ferite riportate.
Si sveglia in canoa su una spiaggia indossando l'abito funebre dei nativi americani. Nessuno saluta Blake e poi spinge la canoa in mare aperto. Mentre si allontana, Blake vede Cole avvicinarsi a Nessuno. Troppo debole per gridare, può solo guardare mentre i due si sparano e si uccidono a vicenda. Guardando il cielo un'ultima volta, Blake muore mentre la sua canoa va alla deriva.

## Colonna sonora
La colonna sonora, molto sperimentale, è di Neil Young, ed è una lunga improvvisazione dell'artista canadese sul tema principale. Stranamente, il tema principale (il brano introduttivo) non è compreso nella colonna sonora ufficiale del film.

## Accoglienza

### Incassi
Costato 9.000.000 $ il film ha incassato 1037847 $ negli Stati Uniti d'America.

### Critica
Il film è uno dei più apprezzati del regista Jim Jarmusch, un western fortemente atipico e che unisce una grande varietà di stili e tematiche. Il Morandini gli attribuisce quattro stelle su cinque e scrive: "Più che anomalo, è un film innovatore nel genere, specialmente nel rapporto con i nativi e la loro cultura. È un western lento, qua e là onirico con un BN più nero che bianco, paesaggi insoliti senza cielo, forti striature ironiche e grottesche, momenti di violenza risolti in modi sdrammatizzati, un eroe antieroico, un buffo tormentone sul tabacco che manca, dolente colonna musicale alla chitarra di Neil Young. Cerca la poesia e talvolta approda al poeticismo.".
Il critico Jonathan Rosenbaum ha apprezzato il film e ne ha scritto un libro con lo stesso titolo.

## Citazioni
Il film è ricco di citazioni, fra l'altro del poeta William Blake. Nella scena in cui William chiede di parlare con Mr Dickinson, il dialogo con Scholfield è tratto da Il castello, romanzo di Franz Kafka. I due sceriffi che William uccide nel corso del viaggio si chiamano Lee e Marvin, in omaggio all'attore Lee Marvin.
L'attore Gary Farmer farà un cameo nel successivo film di Jim Jarmusch, Ghost Dog - il codice del samurai del 1999, dove ripropone la sua frase "Stupido uomo bianco".

## Riconoscimenti
- 1996 – European Film Awards
  - Miglior film internazionale